# 샤바 로스

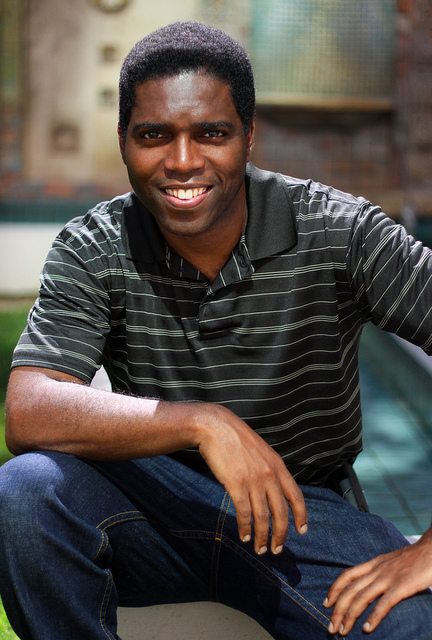

샤바 로스(Shavar Ross, 1971년 3월 4일 ~ )는 미국의 배우, 성우이다.
브롱크스에서 태어났다.

## 출연 작품

### 영화
- 13일의 금요일 5: 새로운 시작 (1985) - 레지 역
- 어제 오늘 그리고 내일 (1993)
- 제이슨이었던 이름의 남자: 13일의 금요일 30년 (2009, His Name Was Jason: 30 Years of Friday the 13th) - 본인 (텔레비전 다큐멘터리 영화) - 본인 역

### 텔레비전
- 신나는 개구쟁이 (1980-86)
- 맥가이버 (1985)
- 매그넘 P.I. (1986-88)
- 패밀리 매터스 (1992-94)